# Hjulspår
Hjulspår är ett musikalbum från 1977 av den svenska sångerskan Lena Ekman som utgavs på skivbolaget Silence Records  (SRS 4641). Inspelningen gjordes 1976–1977 i Studio Decibel av Anders Lind och Bengt Göran Staaf.

## Låtlista

### Sida A
1. Ända från början (Frankie  Armstrong-Lena Ekman) 3:57
2. En lång lång tråd (Hélène Bohman) 3:13
3. Vad jag har lovat (trad.) 1:18
4. Jag fann en väg (Lena Ekman) 2:40
5. Dåliga samvetets röst (Lena Ekman) 5:37
6. Om snällhet (Lena Ekman) 2:55
7. Jag vägrar (Lena Ekman) 1:54

### Sida B
1. Våga (Lena Ekman) 3:00
2. Jag vill inte ha (musik: Lena Ekman; text: Gittan Jönsson) 2:20
3. Skumögt i mörkret vi treva (musik: Lena Ekman; text: Gustaf Fröding) 1:56
4. Mannen som stal världen (Lena Ekman) 5:00
5. Femton finnar (trad.) 2:01
6. Jag vill tacka livet (musik: Violeta Parra; text: Jan Hammarlund - Lena Melin) 4:33

## Medverkande musiker
- Ola Backström
- Lena Ekman
- Mats Ekman
- Margareta van Gilpen
- Jan Hammarlund
- Staffan Hellstrand
- Gittan Jönsson
- Carin Kjellman
- Sigge Krantz
- Fred Lane
- Marta Molinger
- Stina Nordström
- Christer Schapiro
- Zhanna Staaf
- Madeleine Stokes
- Toomas Tuulse
- Kjell Westling
- Eva Wilke
- Bosse Willebrand